# 上野毛
上野毛（日语：／ Kaminoge */?）是東京都世田谷區的町名。現行行政地名為上野毛一丁目至上野毛四丁目。2013年（平成25年）9月1日的人口有12,364人。郵遞區號為158-0093。

## 地理
位於東京都世田谷區西南部，屬玉川地域。北鄰瀨田，東接中町，南連野毛，西南與神奈川縣川崎市高津區北見方、諏訪之間以多摩川為界，西臨玉川。車站周邊與環八通沿線為商店街，南邊多摩堤通旁為河岸地，其他主要為住宅區。

### 河川
- 多摩川

## 歷史
- 1969年（昭和44年）2月1日 玉川上野毛町大部分與玉川野毛町、玉川町、玉川瀨田町、玉川中町一丁目及二丁目各一部分合併成立[1]。

### 地名由來
古時的「ノゲ（野毛）、ニゲ、ヌゲ、ナゲ」是「崖」的意思。此地位於國分寺崖線上方，因此稱為「上野毛」。

## 交通

### 鐵路
町域內有東急大井町線通過，並設有上野毛站。

### 巴士
可利用上野毛站往目黑站、二子玉川站、田園調布站、千歲船橋的路線巴士。

### 道路
- 東京都道311號環狀八號線 - 與國道466號同線。
- 東京都道416號古川橋二子玉川線（駒澤通） - 多摩美大前交差點往東。駒澤通還包括多摩美大前交差點以西至二子玉川站附近。
- 東京都道11號大田調布線（多摩堤通） - 位於町域南部的多摩川沿岸。
- 上野毛通
- 第三京濱道路 - 玉川IC部分在町域內。

## 設施
- 世田谷區役所上野毛社區營造出張所
- 世田谷上野毛郵便局
- 五島美術館 - 上野毛三丁目。

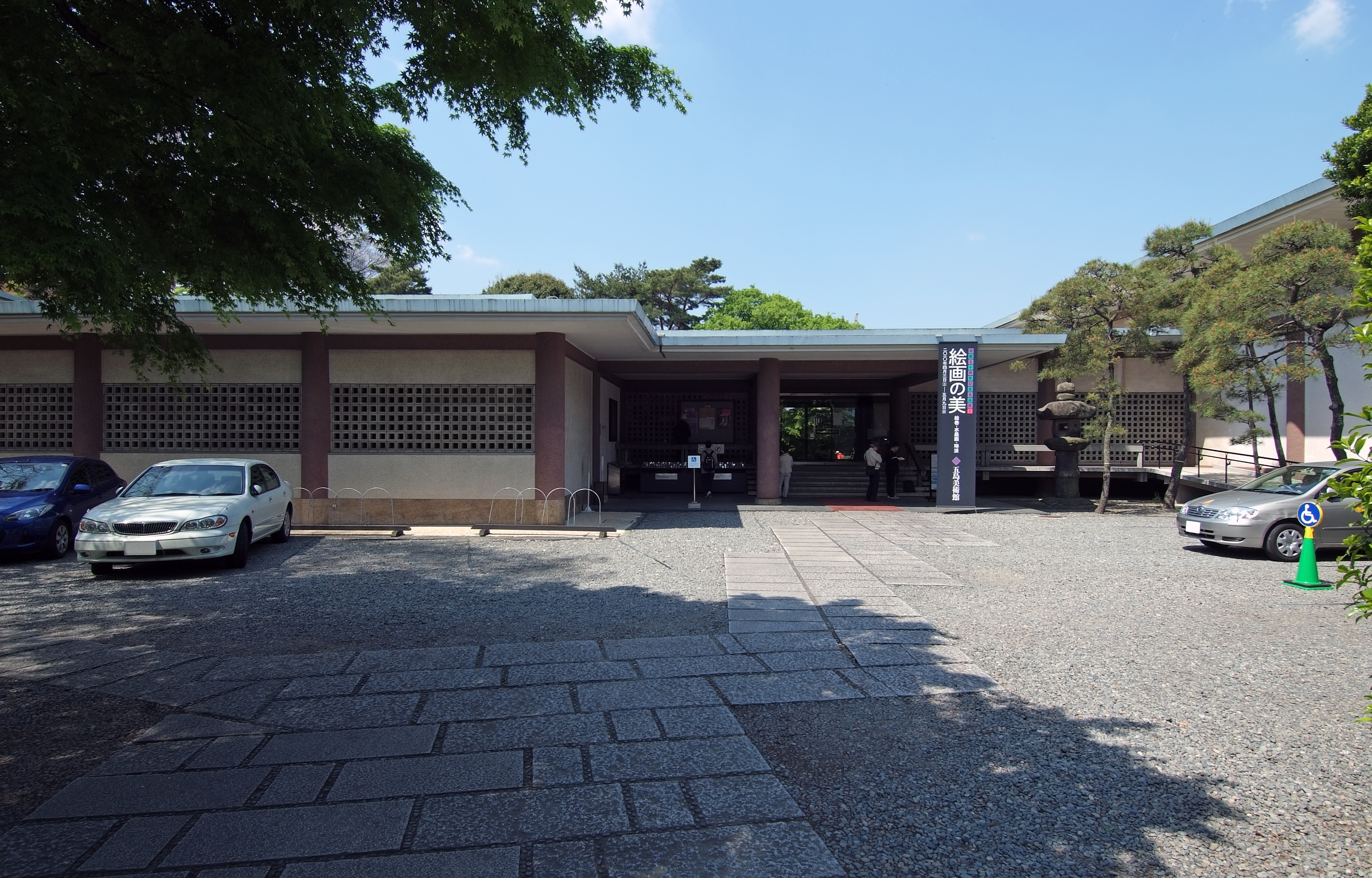
五島美術館

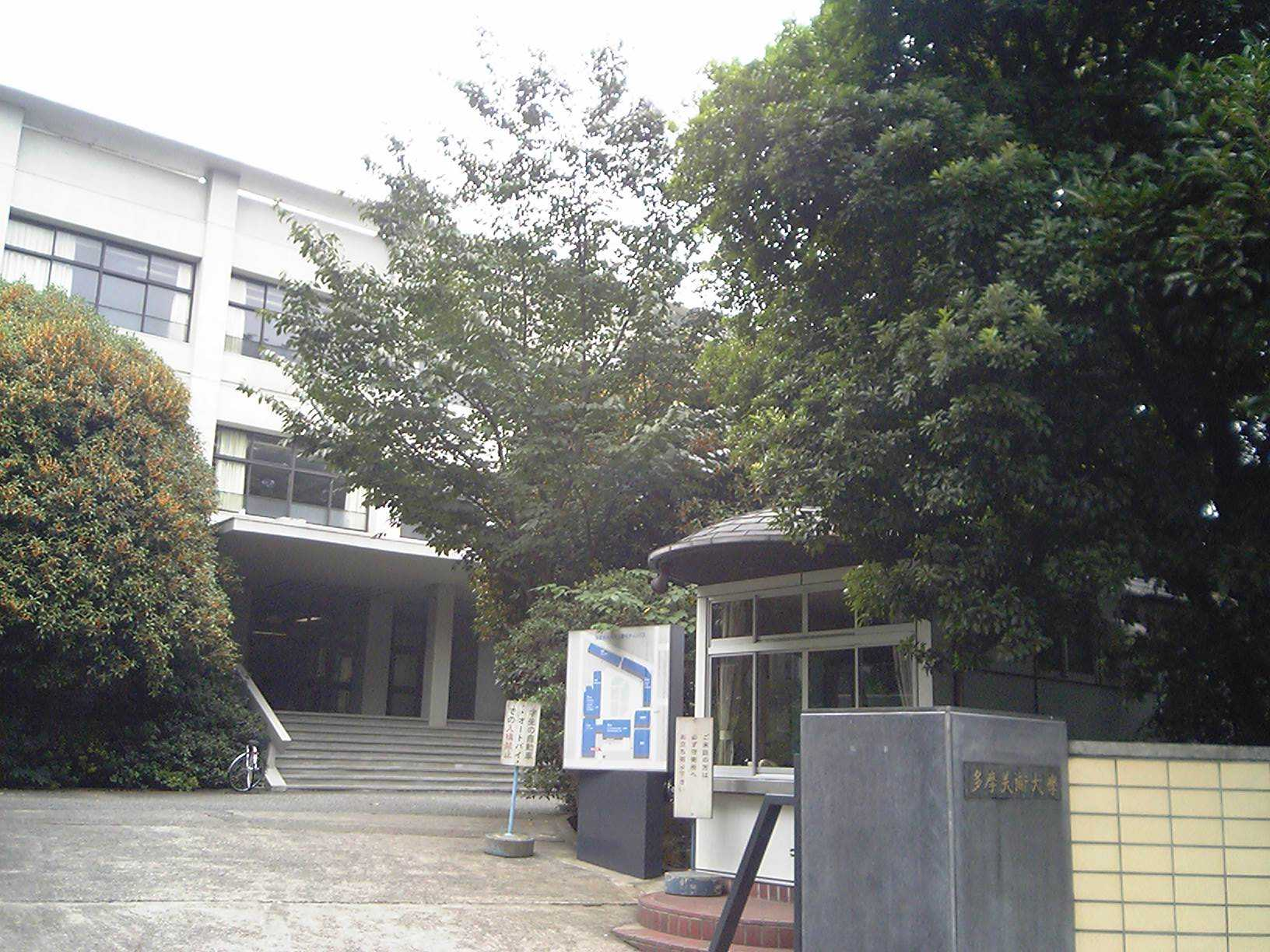
多摩美術大學

- 多摩美術大學 - 本部、大學院、造形表現学部。
- 日本菓子專門學校
- 上野毛幼稚園
- 上野毛自然公園
- 覺願寺 - 真言宗智山派寺院[1]。山號自性山。
- 善宗寺 - 真宗本願寺派寺院[1]。自中央區築地遷入[1]。
- 天主教上野毛教會 - 天主教教會。
  - 男子跣足加爾默羅修道會

## 備註
1. 1 2 3 4 5 6  『角川日本地名大辞典 13 東京都』，角川書店，1991年再版，P451,P840,P844。
2. ↑  .   [2013-10-01]. （原始内容存档于2014-07-19）.
3. ↑  世田谷市役所「上野毛まちづくりセンター地區」地名の由来